# Ancillotti Scarab
La "Scarab" è una motocicletta da fuoristrada, prodotta dalla Ancillotti tra il 1968 ed il 1982.

## Storia
La "Scarab" venne allestita, nel 1968, quale elaborazione della Beta  Cross Special, nelle cilindrate di 50 e 100 cm³. L'inaspettato successo di vendite convinse Gualtiero Ancillotti a tentare il salto di qualità da elaboratore a costruttore di moto, iniziando la produzione delle prime "Scarab", basate su propulsori a due tempi e telai forniti dalla Beta ed opportunamente modificati.
Nel 1970 la "Scarab" venne completamente rinnovata nella ciclistica e dotata di motori Sachs 50 e 125 cm³, nelle versioni regolarità e cross. La potenza del motore, la buona scelta dei materiali e componenti d'assemblaggio, oltre alle numerose vittorie sui campi di gara, fecero subito della "Scarab" una delle moto più desiderate dai quattordicenni (non ancora patentati) e dai sedicenni neopatentati italiani, anche se l'elevato prezzo di listino contribuì non poco a limitare il numero degli esemplari venduti.
Del resto, le potenzialità produttive della fabbrica erano fortemente condizionate dalla tipologia costruttiva semi-artigianale ed i tempi d'attesa per la consegna dello "Scarab", nei primi anni settanta, rischiavano di apparire quasi biblici all'impaziente clientela.
Nel 1972 fu presentato l'ulteriore aggiornamento della "Scarab" che, abbandonata l'estetica ispirata ai coevi modelli spagnoli della Bultaco, adottò l'elegante serbatoio romboidale che, per alcune versioni, rimase inalterato fino al 1982, anno in cui uscì di produzione.
Nel corso della sua lunga carriera la "Scarab", anche per renderne più accessibile il prezzo, venne equipaggiata con diverse motorizzazioni. Oltre all'iniziale Beta ed al classico Sachs, furono impiegati propulsori Morini, Minarelli, Hiro e Villa.
La "Scarab" è una fuoristrada leggera e resistente, sorretta da un telaio a doppia culla chiusa con triangoli di rinforzo anteriori, previsti dopo le riscontrate fragilità dei telai di derivazione Beta, tendenti a collassare nella zona di congiunzione tra la culla e il canotto di sterzo. Pochi sono i difetti imputabili, data la qualità della componentistica, salvo qualche limitata possibilità di rottura agli attacchi posteriori del propulsore da 125 cm³ e una cronica permeabilità all'acqua dei freni, con sensibile riduzione della loro efficacia.